# Остапенко Олексій Олександрович
Олексій Олександрович Остапенко (рос. Алексей Александрович Остапенко, 26 травня 1986) — російський волейболіст, олімпійський медаліст.

## Виступи на Олімпіадах
| Олімпіада  | Дисципліна | Місце |
| ---------- | ---------- | ----- |
| Пекін 2008 | волейбол   | 3     |